# Храм у Луксору
Храм у Луксору је велики комплекс храмова из доба Старог Египта на источној обали Нила. Налази се у данашњем граду Луксор (древна Теба, основана 1400. године п. н. е).
Храм је посвећен Тебанској тријади богова: Амону, његовој жени Мут и сину Консу, богу Месеца. Саграђен је у доба Новог царства. Прво светилиште је подигнуто у време Дванаесте династије. Фараон Аменофис III је подигао садашњи јужни део храма са Двораном са стубовима и двориштем. Под владавином Аменофиса IV храм је затворен, а у близини је подигнут храм богу Атону. Тутанкамон је доградио Дворану са стубовима. Рамзес II је сазидао велики пилон у дворишту са својим колосалним седећим статуама и обелисцима (десни обелиск је 1833. пренесен у Париз и данас се налази на тргу Конкорд). Нектанебос I је изградио двориште испред пилона, а алеја сфинги која је водила до Карнака, била је украшена дрвећем и цвећем. Александар Велики је модификовао централно светилиште; уместо четири централна стуба подигао је капелу. За време Римљана храм је интегрисан у тврђаву. У првим вековима хришћанства овде су подигнуте четири цркве.
Храм је био познат по фестивалу „опет“, када су култне статуе богова транспортоване барком из оближњег Карнака. Фестивал је трајао 11 дана, а касније је продужен на 27 дана. Ова церемонија је симболизовала плодност и сједињење бога Амона са супругом Мут.
Заједно са другим археолошким налазиштима у Теби, Луксорски храм је 1979. године уписан на Унескову листу светске баштине.

## Конструкција
Луксорски храм је изграђен од пешчара из области Гебел ел Силсила, која се налази у југозападном Египту. Овај пешчар се назива нубијски пешчар. Коришћен је за изградњу споменика у Горњем Египту, као и током претходних и садашњих рестаураторских радова.
Као и друге египатске структуре, уобичајена коришћена техника је била симболизам, или илузионизам. На пример, за Египћане, светилиште у облику анубисовог шакала је заиста било Анубис. У храму у Луксору, два обелиска (мањи ближи западу сада је на тргу Конкорд у Паризу) који су окруживали улаз нису били исте висине, али су стварали илузију да јесу. Са распоредом храма изгледају као да су једнаке висине, али користећи илузионизам, повећања релативне удаљености, те тако изгледају исте величине као зид иза њега. Симболично, то је визуелни и просторни ефекат који наглашава висину и удаљеност од зида, побољшавајући већ постојећи пут.

## Ископавање
Од средњег века, становништво Луксора се насељавало у и око храма, на јужном крају планине. Због тога су се вековима нагомилале рушевини, до тачке да је налазило вештачко брдо висине око 14,5 до 15 m.  Луксорски храм је почео да ископава професор Гастон Масперо након 1884, када му је дата дозвола да почне са радом. Ископавања су била спорадична до 1960. године. Временом је нагомилани отпад из векова затрпао три четвртине храма који је садржао дворове и колонаде које су чиниле језгро арапске половине модерног села. Масперо се раније заинтересовао и добио је одобрење Маријет-паше да заврши посао 1881. Не само да је било смећа, већ су постојале и бараке, продавнице, куће, колибе, куле за голубове, које је требало уклонити да би се омогућило ископавање локалитета. (У оквиру храма још увек постоји радна џамија која никада није уклоњена.) Масперо је од египатског министра јавних радова добио овлашћење потребно за добијање средстава како би се преговарало о надокнади за делове земљишта које покривају куће и зависне структуре.

## Фестивали
Луксорски храм је изграђен током Новог краљевства и посвећен Тебанској тријади коју су чинили Амон, његова супруга Мут и њихов син Консу. Фокус годишњег фестивала Опет, на којем је култна статуа Амона парадирана низ Нил из оближњег храма Карнак (ipet-sut) да би тамо неко време остала са својом супругом Мут, била је промоција плодности Амун-Реа и фараона. Међутим, друге студије о храму тима Епиграфског прегледа представљају потпуно нову интерпретацију Луксора и његовог великог годишњег фестивала (Празник Опет). Они су закључили да је храм у Луксору посвећен божанском египатском владару или, тачније, култу краљевског Ка. Примери култа краљевског Ка се могу видети са колосалним седећим фигурама обоженог Рамзеса II испред Пилона и на улазу у Велику колонаду јасно су Ка-статуе, култне статуе краља као оличење краљевског Ка.

## Авенија сфинги и станице Светилишта
Авенија (позната као wi.t ntr „божји пут“; طريق الكباش) која је ишла у правој линији око 2.700 m (8.900 ft) између храма Луксор и области Карнак била обложена сфингама са људским главама; у давна времена је вероватно да су оне замениле раније сфинге које су можда имале различите главе. На авенији између храма Карнак и Луксор постављено је шест светилишта барки, које су служиле као успутне станице за барке богова током фестивалских процесија. Дуж авеније станице су биле постављене за церемоније као што је празник Опет који је имао значај за храм. Свака станица је имала своју сврху, на пример четврта станица је била станица Камаре, која је хладила Амоново весло. Пета станица Камаре је била станица која је примила лепоту Амона. Коначно, Шеста станица Камаре је била светилиште за Амона, Светињу степеница.
Мало светилиште од блатне цигле изграђено је у дворишту Нектанеба I почетком другог века (126. године) и било је посвећено Серапису и Изиди; то је поклоњено римском цару Хадријану на његов рођендан.

## Абу Хагаг џамија
Активна џамија Абу Хагаг (مسجد أبو الحجاج بالأقصر) налази се у оквиру храма и стоји на самим древним стубовима. Тај део Луксорског храма су Римљани преобразили у цркву 395. године, а затим је то постала џамија 640. године, што је више од 3.400 година непрекидног верског богослужења.

## Оскврњивање
Један кинески студент је 2013. године поставио слику угравираних графита на којима је писало „Динг Ђинхај је био овде“ на кинеском на скулптури. Ово откриће подстакло је дебату о повећаном туризму након што су медији потврдили да је кинески студент изазвао ово и друга оштећења. Графит је од тада делимично очишћен.

## Галерија
- Храм у Луксору, поглед са источне обале Нила
- Стотине сфинги у алеји ка оближњем Карнаку
- Централни ходник храма
- Џамија Абу Хагаг гледана са истока